# Rectite
 Mise en garde médicale
La « rectite» est le terme désignant les maladies se manifestant au niveau du rectum avec un processus inflammatoire et/ou infectieux aboutissant à d'éventuels ulcères, fistules et nécroses (dans les formes graves). Une rectite est parfois associée à une pathologie du côlon sigmoïde ou de l’anus) ou à une ou plusieurs maladies vénériennes, dont la prévalence augmente dans le monde, surtout chez les adolescents et les adultes jeunes
Elle peut être ischémique et nécrosante et peut être source de septicémie ou à une incontinence anale. Quand elle est accompagnée d’ulcérations rectales chroniques et/ou de rectorragies (éventuellement pluriquotidiennes) elle implique pour le patient des transfusions globulaires et/ou un traitement martial (complémentation de l'alimentation en fer bio assimilable). Le traitement curatif des rectites radiques chroniques hémorragiques s'est considérablement amélioré depuis les années 1990.

## Causes
Parmi les causes les  plus fréquentes figurent :
- des infections fongiques, bactériennes (par exemple induite par une syphilis, une chlamydiose[5] ou une gonorrhée, avec éventuel écoulement de pus[6]) ou virales[7],[8] ou de conséquences d’actes médicaux traumatiques tel que la coloscopie [9] ou un lavement fait avec de l’eau trop chaude[10] ou un produit allergisant tel que la mesalazine[11]. 
La localisation ano-rectale des infections sexuellement transmissibles concerne principalement des hommes ayant des rapports sexuels avec d'autres hommes (HSH)[12] et « une infection par le VIH augmente statistiquement le risque d’IST ano-rectales »[12]. Depuis les années 2000, de nouveaux tests diagnostiques basés sur la détection et l'amplification de séquences spécifiques d’acides nucléiques ont rendu le diagnostic de ces maladies plus aisé[12]. La pratique de la pénétration anale non protégée est un facteur de risque supplémentaire[13].
- une origine iatrogène (médicamenteuse par exemple ; en cas d’abus de suppositoires contenant des produits antalgiques [14].
- une irradiation médicale (ou accidentelle) qui aurait affecté le rectum (lequel, comme le canal anal dans son ensemble[15] est peu tolérant à l'irradiation[16],[17], mais qui y est de plus en plus exposé par le développement des tumeurs et cancers pelviens et du rôle de la radiothérapie dans leur traitement[18]) ; on parle alors (quand la source est connue) de rectite dite « radique » (c'est-à-dire induite par les radiations). Voir détails plus bas

## Diagnostic
Il repose sur l'observation clinique et l'analyse de prélèvements en surface ou de biopsie (respectivement par écouvillonnage rectal et/ou biopsie rectale) et il peut nécessiter une exploration endoscopique, par exemple pour une Rectite radique .
Une possibilité de cancer du rectum (bien que rare) doit être évoquée face à une rectite ulcérobourgeonnante.

## Traitements
Il est parfois chirurgical avec possible coagulation.

## Le cas de la rectite radique (secondaires à une irradiation)
Elle  survient chez environ 5 à 10 % des malades ayant subi une irradiation pelvienne en se manifestant généralement durant les deux premières années suivant l’irradiation, avec l'apparition d'un syndrome rectal et/ou de rectorragies (dans 1/3 des cas). 
Des rectorragies suivent l'apparition de télangiectasies et/ou d'une néo-vascularisation de la muqueuse rectale. 

 « Un diabète, d’une toxicité aiguë sévère, un petit volume rectal ou une hypersensibilité aux lésions radio-induites » sont des facteurs de vulnérabilité accrue, pouvant favoriser une rectite radique chronique.
Les traitements médicaux (corticoïdes, dérivés salicylés, acides gras à chaîne courte) ne sont pas efficaces « en dehors peut-être des lavements de sucralfate »,,.
L'application locale de formaline à 4 % semble également efficace (peut être en agissant comme un caustique local provoquant une thrombose des vaisseaux responsables des saignements) mais implique très souvent une anesthésie loco-régionale (et une protection anale et périnéale pour éviter les fissurations anales),, et elle ne convient pas si  les lésions radiques atteignent également le côlon sigmoïde,. 
Ces rectites radiques pouvaient être traitées par électrocoagulation bipolaire et surtout par photocoagulation laser avec une efficacité proche de 80 %, mais le matériel laser est coûteux et nécessite une bonne expérience tout en n’étant pas dénué de risques. L'électrocoagulation monopolaire endoscopique par  plasma d'argon (APC) se fait sans contact avec le tissu traité (via  un courant de haute fréquence appliqué au moyen d'un gaz argon ionisé) et il permet d’accéder à des lésions physiquement peu accessibles. Sa   pénétration tissulaire réduite à 3 mm limite les risques de perforation, sans montée de température à 100 °C comme dans l’électrocoagulation. Parfois (rarement) une sténose rectale (rétrécissement) est constatée après le traitement.